# Зо’э (язык)
Зо’э (Buré, Poturu, Poturujara, Puturú, Tupí of Cuminapanema, Zo’é) — индейский язык, на котором говорит народ зо’э в районе реки Куминапанема в муниципалитете Обидос штата Пара в Бразилии.
Язык зо’э, также как и языки буре, жо’э, потуру, потуружара и тупи, является членом языковой семьи тупи, которая является частью группы кавахиб.